# Rivolta del due di maggio
La rivolta del due di maggio è il nome con il quale si conoscono i fatti violenti accaduti a Madrid (Spagna) il 2 maggio 1808, scaturiti dalla protesta popolare dinanzi alla situazione di incertezza politica generatasi in seguito ai moti di Aranjuez. Repressa la protesta dalle forze napoleoniche presenti in città, si sparse per tutto il paese un'ondata di proclami di indignazione e incitazioni pubbliche all'insurrezione armata che sarebbe sboccata nella guerra d'indipendenza spagnola.

## Storia

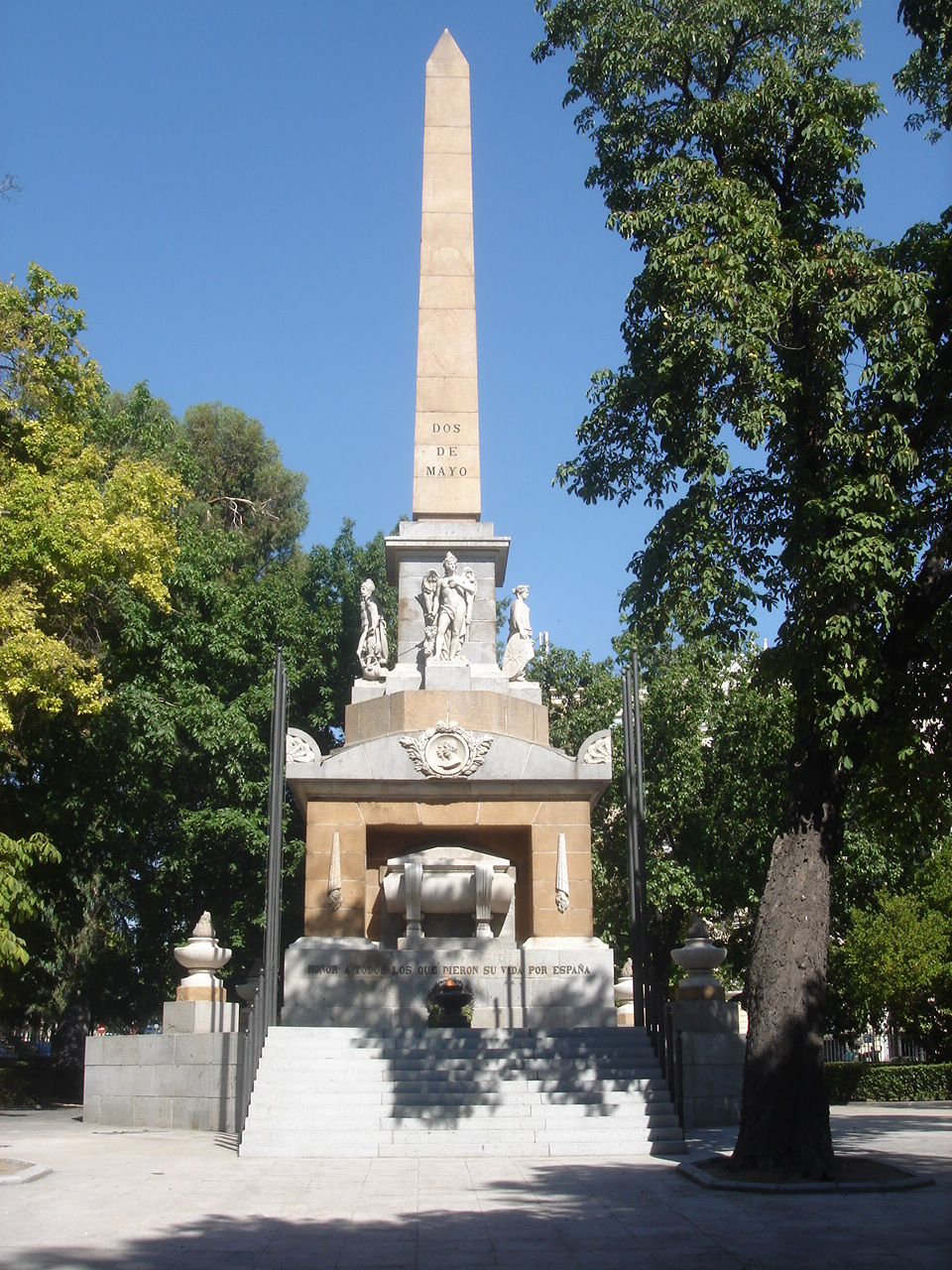
Monumento a los Héroes del Dos de Mayo, inaugurato a Madrid nel 1840.

### Antefatto
Dopo la firma del trattato di Fontainebleau il 27 ottobre 1807 e la conseguente entrata in Spagna delle truppe alleate francesi di strada verso il Portogallo, e gli avvenimenti dei Moti di Aranjuez il 17 marzo 1808, Madrid fu occupata dalle truppe del generale Murat il 23 marzo. Il giorno seguente, avvenne l'entrata trionfale in città di Ferdinando VII e suo padre, Carlo IV, che aveva appena abdicato in favore del primo. Entrambi si trovano a dover andare, per riunirsi con Napoleone, a Bayonne, dove avverrà il fatto storico conosciuto come gli abdicamenti di Bayonne, che lasciarono il trono della Spagna nelle mani del fratello dell'imperatore, Giuseppe Bonaparte.
Nel frattempo, a Madrid si costituì una giunta di Governo in rappresentazione del re Ferdinando VII. Tuttavia, il potere effettivo rimase nelle mani di Murat, il quale ridusse la giunta ad una giunta fantoccio, semplice spettatrice degli avvenimenti. Il 27 aprile Murat sollecitò, presumibilmente in nome di Carlo IV, l'autorizzazione per il trasferimento a Bayonne dei suoi due figli che rimanevano in città, Maria Luisa di Borbone, regina dell'Etruria, e il figlio minore Francesco di Paola. La giunta si negò in principio, ma dopo una riunione nella notte tra l'1 e il 2 di maggio, e date le istruzioni di Ferdinando VII arrivate per mano di un emissario da Bayonne, finalmente cedette.

### «¡Que nos lo llevan!»
Il 2 maggio 1808, alle prime ore dell'alba, la folla cominciò a concentrarsi davanti al Palazzo Reale. La moltitudine vide come i soldati francesi tiravano fuori l'infante Francesco di Paola, e dunque, al grido di José Blas de Molina «¡Que nos lo llevan!» («Ce lo portano via!»), la folla provò ad assaltare il palazzo. L'infante si sporse a un balcone, e così fece aumentare il trambusto proveniente dalla piazza. Questo tumulto fu sfruttato da Murat, che mandò rapidamente delle Guardie Imperiali a palazzo, accompagnati da artiglieria, che mandò incontro alla folla. Al desiderio del popolo di impedire l'uscita dell'infante, si unì quello di vendicare i morti e di disfarsi dei francesi. Con questi sentimenti, la lotta si estese velocemente in tutta la città.

### La lotta di strada

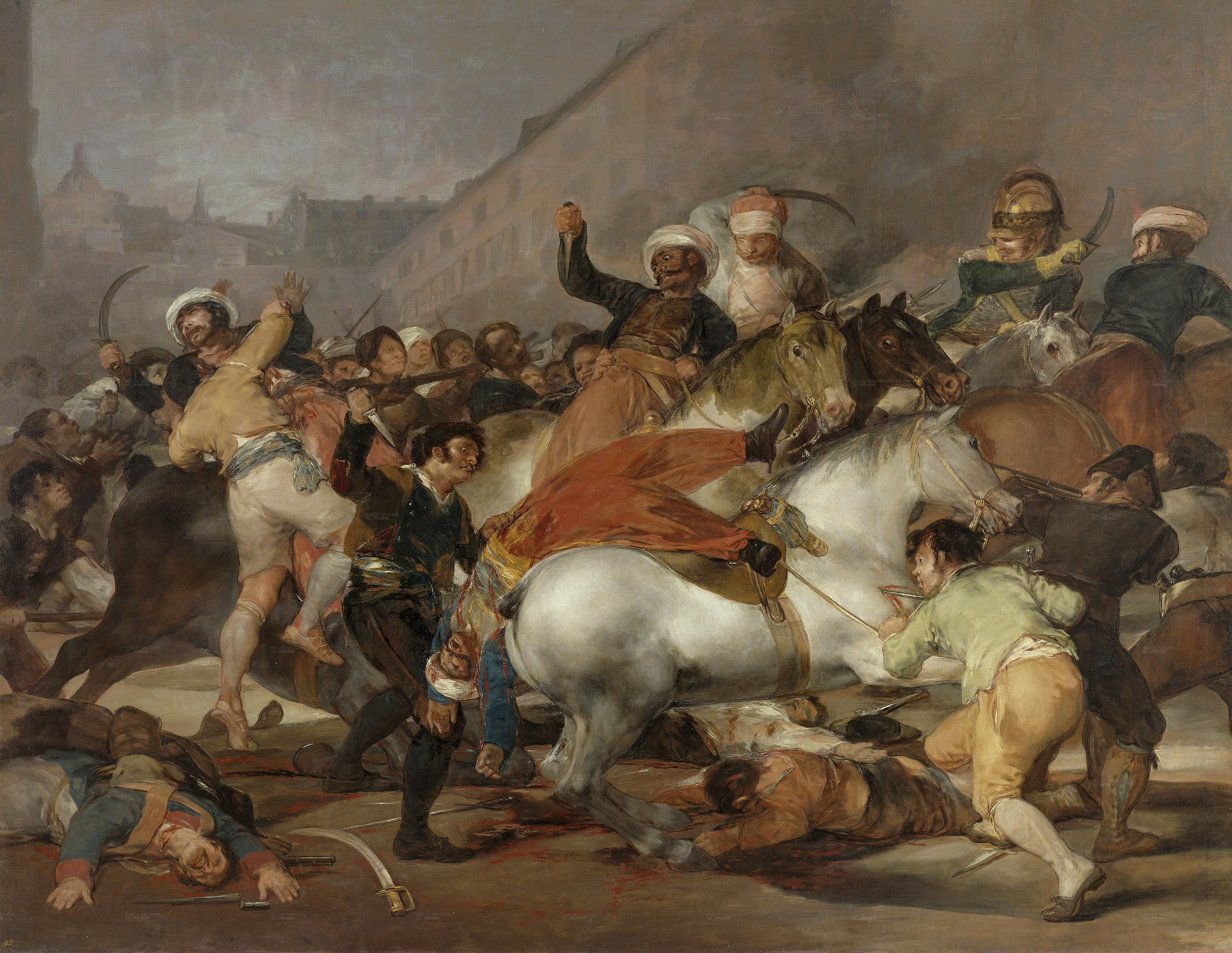
El dos de mayo de 1808 en Madrid, Francisco Goya

I madrileni cominciarono così una rivolta popolare spontanea ma covata lungamente dall'entrata nel paese delle truppe francesi, improvvisando soluzioni alle necessità della lotta di strada. Si costruirono così squadre di quartiere comandate da capi spontanei; si cercò di approvvigionarsi di armi, dato che in principio le uniche di cui disponevano furono coltelli; si comprese la necessità di impedire l'entrata in città di altre truppe francesi.
Tutto questo non fu sufficiente e Murat poté mettere in pratica una tattica tanto semplice quanto efficace. Quando i madrileni vollero conquistare le porte delle mura della città per impedire l'arrivo delle forze francesi appostate nei dintorni, il grosso delle truppe di Murat (circa 30 000 uomini) era già penetrato, effettuando un movimento concentrico per dirigersi verso il centro. Ciò nonostante, la gente seguì lottando durante tutta la giornata utilizzando qualsiasi oggetto che fosse suscettibile di essere utilizzato come arma, come pietre, aghi da cucire, vasi lanciati dai balconi...
Così, gli accoltellamenti, sgozzamenti e arresti si succedettero in una giornata di sangue. Mammelucchi e lancieri napoleonici portarono agli estremi la loro crudeltà verso la popolazione e varie centinaia di madrileni, uomini e donne, così come soldati francesi, morirono nella mischia. Goya rifletterà anni dopo, nella sua tela La Carga de los Mamelucos, queste lotte. Sebbene la resistenza all'avanzata francese fu molto più efficace di quello che Murat aveva previsto, specialmente presso la Puerta de Toledo, la Puerta del Sol e il Parque de Artillería de Monteleón, la sua operazione di accerchiamento gli permise di sottomettere Madrid alla sua giurisdizione militare e mettere ai suoi ordini la Giunta del Governo. Poco a poco, i focolai di resistenza popolare caddero.

### Daoíz y Velarde

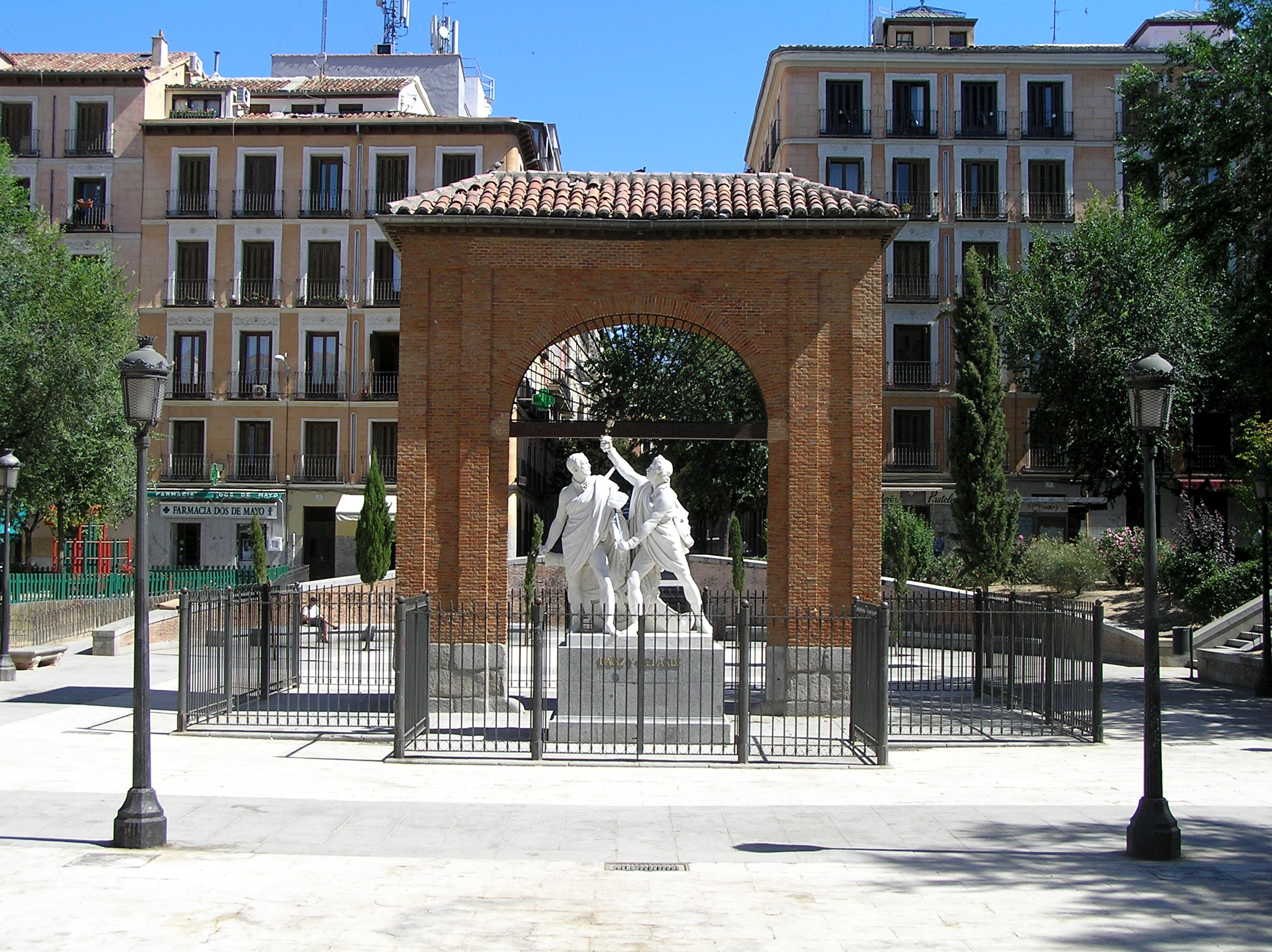
Monumento a Daoiz e Velarde, nella Plaza del 2 de Mayo di Madrid. Opera di Antonio Sola. L'arco è l'antica porta del Cuartel de Monteleón.

Mentre si svolgeva la lotta, i militari spagnoli rimasero nelle caserme passivi, seguendo ordini del capitano generale Francisco Javier Negrete. Solo gli artiglieri del parco di Artiglieria nel Palacio de Monteleón disobbedirono agli ordini e si unirono all'insurrezione. Gli eroi maggiormente decorati furono i capitani Luis Daoíz, che assunse il comando dell'insurrezione per essere il più esperto, e Pedro Velarde Santillán. Con i suoi uomini si rinchiusero nel Parque de Artillería de Monteleón e, dopo aver respinto una prima offensiva francese al comando del generale Lefranc, morirono lottando eroicamente di fronte ai rinforzi inviati da Murat.

### I ribelli in armi
Il 2 maggio non fu la ribellione dello Stato spagnolo contro i francesi, ma quella delle classi popolari di Madrid contro l'occupante francese, tollerato (per indifferenza, paura o interesse) da una grande quantità di membri dell'Amministrazione. Di fatto, l'entrata delle truppe francesi era avvenuta legalmente, sotto il Trattato di Fontainebleau, i cui limiti tuttavia presto si resero evidenti: eccedenza del contingente consentito e occupazione di luoghi che non erano sulla via di transito per il Portogallo, obiettivo dichiarato dell'impresa. La Carga de los Mamelucos prima citata, presenta le principali caratteristiche della lotta: professionisti perfettamente equipaggiati (i mamelucchi o los coraceros, i corazzieri reclutati da Napoleone durante la campagna d'Egitto) dinanzi a una folla praticamente disarmata; presenza attiva nel combattimento di donne, alcune delle quali perdettero anche la vita (Manuela Malasaña o Clara del Rey). In definitiva, presenza quasi esclusiva del popolo e dell'elemento militare francese.

### La repressione

Il 3 maggio 1808 a Madrid: i fucilamenti nella montagna del Principe Pio, di Goya. Museo del Prado

La repressione fu crudele. Murat, non soddisfatto di aver placato la rivolta, si propose tre obiettivi: controllare l'amministrazione e l'esercito spagnolo, applicare un rigoroso castigo ai ribelli come lezione per tutti gli spagnoli e affermare che era lui che governava la Spagna. La sera del 2 maggio firmò un decreto che creò una commissione militare, presieduta dal generale Grouchy, per condannare a morte tutti quanti fossero presi con le armi in mano («Saranno archibugiati tutti coloro che durante la rivolta siano stati catturati con le armi»). Il Consiglio di Castiglia pubblicò un proclama nel quale si dichiarò illecita qualsiasi riunione in luoghi pubblici e si ordinò la consegna di tutte le armi, bianche o di fuoco. Militari spagnoli collaborarono con Grouchy nella commissione militare. In questi primi momenti, le classi ricche sembrarono preferire il trionfo delle armi di Murat rispetto a quelle dei patrioti, composti unicamente dalle classi popolari. Nel Paseo del Prado e nei campi di La Moncloa vennero fucilati centinaia di patrioti. Forse migliaia di spagnoli perdettero la vita nella rivolta e nelle fucilazioni conseguenti

### Conseguenze
Murat pensava di aver estirpato gli impeti rivoluzionari degli spagnoli, avendogli infuso una gran paura e garantito così per lui stesso la corona di Spagna. Tuttavia, il sangue versato non fece altro che infiammare gli animi degli spagnoli e dare il segnale di inizio della lotta in tutta la Spagna contro le truppe invadenti. Lo stesso 2 maggio, nel pomeriggio, nel comune di Móstoles, di fronte alle notizie orribili portate dai fuggitivi della repressione nella capitale, un politico, Juan Pérez Villamil, Secretario del Almirantazgo e Fiscal del Supremo Consejo de Guerra, fece firmare ai sindaci del paese (Andrés Torrejón e Simón Hernández) un bando nel quale si esortavano tutti gli spagnoli a impugnare le armi contro l'invasore, cominciando con l'andare al soccorso della capitale. Questo bando avrebbe causato, in modo indiretto, l'inizio del sollevamento generale, i cui primi movimenti, sebbene in seguito sospesi, furono quelli che promossero il corregidor di Talavera de la Reina, Pedro Pérez de la Mula, e l'alcalde mayor di Trujillo, Antonio Martín Rivas. Entrambe le autorità arruolarono volontari, con viveri e armi, e la mobilitazione di truppe, per entrare in aiuto della capitale.

### Il due maggio ai giorni nostri

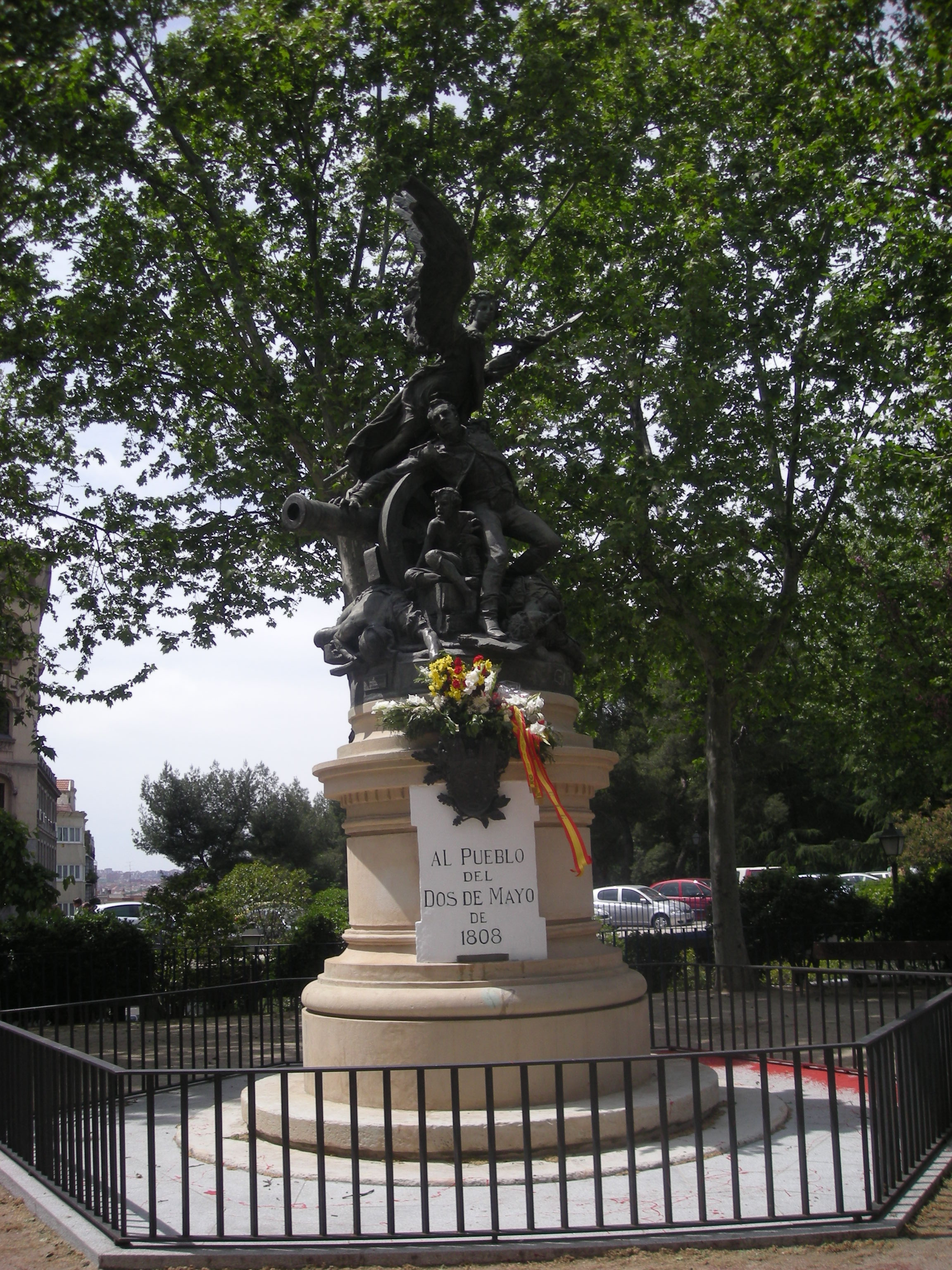
Monumento agli Héroes del Dos de Mayo, di Aniceto Marinas (1908)

I fatti del Due maggio vengono celebrati tutti gli anniversari di tale data. Inoltre si celebra il Día de la Comunidad de Madrid. Tra gli omaggi bisogna menzionare quelli celebrati in occasione del Primo Centenario nel 1908, con l'inaugurazione del complesso di sculture di bronzo Héroes del Dos de Mayo, dello scultore Aniceto Marinas, da parte del re Alfonso XIII; e le celebrazioni del Secondo Centenario nel 2008. Queste ultime furono contraddistinte da uno spettacolo nella Plaza de Cibeles del gruppo teatrale La Fura dels Baus, nel quale venivano narrati gli antecedenti storici della Rivolta e le fucilazioni del 3 maggio. Inoltre ci furono altre attività culturali, tanto nella capitale come a Móstoles, come la collocazione di una offerta floreale agli eroi del 2 maggio nel Cementerio de la Florida, una parata nella Puerta del Sol con la collocazione di una corona di fiori alle placche di ringraziamento a coloro che lottarono il 2 maggio 1808 così come ai cittadini che aiutarono le vittime degli attentati di Madrid dell'11 marzo 2004, e una cerimonia di consegna dei premi nella Sede della Presidencia de la Comunidad de Madrid. Una celebrazione molto emotiva è quella che avviene nella stessa casa di Pedro Velarde, a Muriedas (Cantabria), nella quale tutti i vicini, assieme alle autorità del comune e del governo regionale di Cantabria, si riuniscono nel suo giardino: si celebra una messa in sua memoria, si ricorda l'eroe e si fa un'offerta floreale.